# Bernard Fanning
Pour les articles homonymes, voir Fanning (homonymie).
Bernard Fanning, né le 15 août 1969 à Brisbane en Australie, est un musicien, auteur-compositeur, et chanteur depuis 1989 du groupe de musique australien Powderfinger.

## Biographie
Fanning est né à Brisbane le 15 août 1969. Il a grandi avec deux frères et une sœur dans une famille irlandaise catholique, dans le quartier de Toowong, au centre de Brisbane. La mort de son frère John d'un cancer a inspiré la chanson « Since You've Been Gone » de l'album Vulture Street. La mère de Fanning a commencé à lui enseigner le piano lorsqu'il était enfant, bien que ses frères et sœurs ne s'intéressaient pas à la musique.
Fanning a fréquenté le St. Joseph's College, Gregory Terrace, et a commencé à écrire ses propres chansons à l'âge de 15 ans. Il a décrit ces premières compositions comme « terribles », mais a noté qu'il aimait les écrire et les arranger. Après avoir obtenu son diplôme de Gregory Terrace, Fanning s'est inscrit à l'Université du Queensland pour étudier le journalisme ; cependant, il avait un intérêt égal pour une carrière musicale et a quitté l'université à l'âge de 19 ans pour se consacrer à la musique.